# Alexander Moritz von Schmitterlöw
Alexander Moritz von Schmitterlöw, född 7 maj 1750 på Patzig i Svenska Pommern, död 9 september 1807 i Stralsund, var en svensk militär.

## Biografi
von Schmitterlöw var son till Nikolaus von Schmiterlöw, som var stabskapten vid Drottningens livregemente till fot, och dennes hustru Charlotte Lousie von Kathen. Han blev volontär vid faderns tidigare regemente, Drottningens livregemente till fot den 8 juli 1767 och förare där den 21 augusti 1769. Han bytte den 22 november 1770 till Psilanderhielmska regementet som var ett värvat regemente. Han blev stabslöjtnant den 8 oktober 1776, stabskapten den 20 april 1785 och befordrades till kapten den 17 januari 1787. Han deltog i Gustav III:s ryska krig och kommenderades till flottan och var bland annat med under Slaget vid Fredrikshamn, men han hamnande dock i rysk krigsfångenskap efter Viborgska gatloppet. Efter kriget tilldelades han Fredrikshamnsmedaljen (Svensksundsmedaljen) och blev den 1 januari 1793 befordrad till major. Han utnämndes till sekundmajor vid regementet den 15 juni 1799 och fick överstelöjtnants avsked med pension den 24 mars 1802.
Han avled ogift i Stralsund 1807.

## Utmärkelser[3]
- Fredrikshamnsmedaljen - 13 mars 1791, i Stralsund
- Riddare av Svärdsorden - 16 november 1799